# قلعه شاطربالی
قلعه شاطربالی، روستایی از توابع بخش سردرود شهرستان رزن در استان همدان ایران است.

## جمعیت
این روستا در دهستان سردرودسفلی قرار دارد و براساس سرشماری مرکز آمار ایران در سال ۱۳۹۵، جمعیت آن ۶۹۵ نفر (۲۱۵خانوار) بوده‌است.